# フレンスブルク (レーダー)
フレンスブルク（FuG 227 フレンスブルク、Flensburg_radar_detector）は、シーメンス・ウント・ハルスケ社によって1944年初頭にドイツ空軍のために開発された無線方向探知機（レーダー受信機）である。
FuG 227 I 型の周波数範囲は170 ～220 MHz で、アンテナは翼端に取り付けられていた。 これにより、ドイツの夜間戦闘機がイギリス空軍爆撃機の尾翼警報レーダー「モニカ (レーダー)」の300MHz送信周波数の低調波である170～220MHzのVHF帯周波数に感応して捕捉し、イギリス空軍の爆撃機を追跡することが可能になった。

## 開発の経緯
1943年2月、モニカレーダーを搭載したイギリス空軍の爆撃機がドイツ占領地に墜落し、フレンスブルクの開発を可能にした。
1944年7月13日、「フレンスブルク」装置を装備したJu 88 G-1夜間戦闘機（登録番号4R+UR）が誤ってイギリス空軍ウッドブリッジ基地に着陸して捕虜となった。イギリスの軍事科学者がフレンスブルクの装備を調べたところ、すぐにその目的に気づき、空軍に報告し、空軍はモニカをすべてのイギリス空軍の爆撃機部隊の航空機から撤去させるよう命じた。
その後、連合軍のレーダー電波妨害装置を探知するために、フレンスブルクのさらなる改良型（フレンスブルクIIからフレンスブルクVI）が開発された。運用されたのはフレンスブルクIIとIIIのみである。